# Пантелеев, Александр Ильич
Александр Ильич Пантелеев (1838—1919) — военный и государственный деятель Российской империи; генерал-адъютант, генерал от инфантерии; командир Отдельного корпуса жандармов (1898—1900), иркутский военный генерал-губернатор (1900—1903), член Государственного совета (1903—1917); Георгиевский кавалер.

## Биография
Александр Пантелеев родился 26 июня (8 июля) 1838 года, происходил из небогатого дворянского рода Владимирской губернии.
После обучения в Венденской гимназии поступил в Школу гвардейских подпрапорщиков и кавалерийских юнкеров, из которой выпущен 16 июня 1856 года прапорщиком в лейб-гвардии Преображенский полк. С 1 декабря 1858 года по 7 июня 1863 года являлся полковым квартирмейстером. 30 августа 1861 года произведён в подпоручики, а 17 апреля 1863 года — в поручики (со старшинством с 30 августа 1862 года).
21 июня 1863 года назначен командующим ротой. Принял участие в усмирении польского восстания. С 6 апреля 1864 года по 9 марта 1867 года состоял полковым казначеем. 19 апреля 1864 года произведён в штабс-капитаны. С 5 августа 1867 года до мая 1868 года был прикомандирован к штабу войск гвардии и Петербургского военного округа для подготовки к занятию должности старшего адъютанта.
В сентябре 1868 года произведён в капитаны (со старшинством с 30 августа 1868 года) и 17 сентября утверждён в должности командира роты. С 11 апреля по 10 ноября 1869 года являлся членом полкового суда, 19 мая 1870 года избран председателем полкового хозяйственного комитета, а 14 апреля 1871 года назначен исправляющим должность младшего штаб-офицера полка.
В 1872 году произведён в полковники (со старшинством с 30 августа 1871 года). 23 января 1872 года назначен заведующим хозяйством полка, а с 19 мая 1873 года — младшим штаб-офицером полка. С 11 сентября 1873 года по 24 февраля 1874 года состоял исправляющим обязанности члена Петербургского военно-окружного суда. 8 апреля 1874 года назначен командиром 1-го батальона лейб-гвардии Преображенского полка, а с 24 декабря 1875 года по 15 октября 1876 года являлся председателем полкового суда.
После начала русско-турецкой войны и мобилизации гвардии, в начале сентября 1877 года прибыл с Преображенским полком в Румынию. 10 сентября 1877 года назначен командиром 17-го пехотного Архангелогородского полка, 26 сентября вступил в должность. В ноябре 1877 года во главе полка участвовал в осаде Плевны, 28 ноября принял участие в отражении прорыва из Плевны войск Османа-паши.
В декабре 1877 года с боями перешёл через Балканы, 3—4 января 1878 года принял участие в боях у деревень Дермендер и Комот, 5 января — в сражении при Филиппополе, за отличие в котором удостоен ордена Святого Георгия 4-й степени:
В сражении с турками под селением Белешницей, близ Филиппополя, 5 января 1878 г., командуя 1-ю бригадою 5-й пехотной дивизии, во главе батальонов своего полка двинулся на укрепленные высоты и, несмотря на убийственный огонь батарей, взял 5-ти орудийную батарею, особенно нам вредившую, и опрокинув неприятеля на всех пунктах, решил участь боя.
С 17 января по 8 июля 1878 года с полком состоял в гарнизоне Адрианополя, с 16 марта по 20 апреля временно командовал 1-й бригадой 5-й пехотной дивизии. 8 июля выступил к Хасково, где до конца октября 1878 года участвовал в блокаде повстанческих отрядов в Родопских горах. С февраля по июль 1879 года с полком состоял в составе оккупационного корпуса в Восточной Румелии. В августе 1879 года вернулся с полком в Россию в место постоянной дислокации Козелец. С 23 марта по 4 июня 1880 года временно командовал 1-й бригадой 5-й пехотной дивизии.
17 февраля 1882 года назначен командующим лейб-гвардии Семёновским полком (вступил в должность 11 марта). 30 августа 1882 года произведён в генерал-майоры, утверждён в должности командира лейб-гвардии Семёновского полка и назначен членом Главного комитета по устройству и образованию войск на 1882—1883 год. 30 декабря 1888 года назначен членом Главного военного суда на первое полугодие 1889 года.
8 декабря 1890 года назначен директором Императорского училища правоведения, с зачислением по гвардейской пехоте и оставлением в списках лейб-гвардии Семёновского полка, а 20 января 1891 года также зачислен и в списки 17-го пехотного Архангелогородского полка. 8 июня 1893 года назначен на должность председателя временной строительной комиссии по постройке новых и перестройке старых помещений в зданиях Императорского училища правоведения. 30 августа 1893 года произведён в генерал-лейтенанты.
4 февраля 1897 года назначен товарищем министра внутренних дел, помощником шефа жандармов и 10 марта 1897 года получил в заведование строевую, инспекторскую, хозяйственную и военно-судную части Отдельного корпуса жандармов. 31 января 1898 года назначен командиром Отдельного корпуса жандармов, с оставлением помощником шефа жандармов.
20 апреля 1900 года назначен иркутским военным генерал-губернатором.
По отзыву одного из подчинённых,

Это был странный генерал, носивший постоянно мундир Семеновского полка, но иногда надевавший мундир жандармского полка… Как только Пантелеев приехал, обнаружилась его полная неосведомленность и относительно населения, и даже относительно географии края.
Современники отмечали, что губернатор Пантелеев «любил представительство, устраивал балы, рауты. Не злой, мягкий, не особенно вредный, среднего ума, но весьма воспитанный человек, Пантелеев быстро сошелся с иркутским обществом». В 1908 году иркутская городская дума избрала его почётным гражданином Иркутска.
13 мая 1903 года отчислен от должности генерал-губернатора и назначен членом Государственного совета, где с 12 декабря 1903 года состоял в Департаменте промышленности, науки и торговли. С 27 января 1905 года — член Особого присутствия по делам о принудительном отчуждении недвижимых имуществ и вознаграждении их владельцев, с 13 февраля 1905 года — член Особого совещания для пересмотра установленных для охраны государственного порядка исключительных законоположений.
28 марта 1904 года произведён в генералы от инфантерии, а 21 ноября 1905 года пожалован в генерал-адъютанты, в этой должности неоднократно посылался в командировки в различные губернии для расследования беспорядков, злоупотреблений и правонарушений в войсках.
После реформирования в 1906 году Государственного совета ежегодно утверждался его членом «по назначению». В 1907—1908 годах состоял членом постоянной финансовой комиссии, с 5 мая 1912 года — членом согласительной комиссии по законопроекту «О страховании рабочих от несчастных случаев и об обеспечении рабочих на случай болезни», с 12 декабря 1912 года — членом особой комиссии по законопроекту «О санитарной и горной охране курортов».
14 апреля 1909 года назначен председателем совета Дома призрения и ремесленного образования бедных детей в Санкт-Петербурге. 9 апреля 1914 года избран председателем совета Общества попечения об отставных воинских нижних чинах, потерявших трудоспособность. Во время визита французской правительственной делегации в Россию 28 июня — 7 июля 1914 года состоял при президенте Франции Пуанкаре.
Во время Первой мировой войны в сентябре 1914 года возглавлял комиссию по расследованию деятельности старших войсковых начальников и командного состава 2-й армии в боевых операциях в Восточной Пруссии. В январе 1915 года командирован для расследования деятельности бывшего командира 2-го Кавказского армейского корпуса П. И. Мищенко в боях при Сохачеве в ноябре — декабре 1914 года. 25 июля 1915 года назначен членом Верховной комиссии для всестороннего расследования обстоятельств, послуживших причиной несвоевременного и недостаточного пополнения запасов воинского снабжения армии.
После Февральской революции постановлением Временного правительства 5 мая 1917 года в числе всех членов Государственного совета по назначению выведен за штат (с 1 мая). Декретом Совета народных комиссаров 14 декабря 1917 года уволен от службы с 25 октября 1917 года в связи с упразднением Государственного совета.
Умер от голода 17 января 1919 года в Петрограде. Похоронен на кладбище Новодевичьего монастыря.

## Семья
Александр Ильич Пантелеев был женат на Александре Владимировне Филковой (23.09.1845 — 28.12.1918), дочери отставного генерал-майора Владимира Николаевича Филкова.
Супруги Пантелеевы имели детей:
- Елизавета (ум. 1866);
- Николай (10.01.1866 — после 1916) — чиновник Министерства внутренних дел, в звании камергера (1907), действительный статский советник (1911);
- Мария (род. 12.09.1867);
- Лидия (14.03.1872 — 2.09.1913) — замужем за товарищем министра юстиции, гофмейстером Александром Николаевичем Верёвкиным.

## Награды
- Орден Святого Станислава 3-й степени (13.07.1864)
- Орден Святого Станислава 2-й степени (30.08.1870)
- Орден Святого Владимира 4-й степени (30.08.1873)
- Орден Святой Анны 2-й степени (30.08.1876)
- Орден Святого Георгия 4-й степени (12.05.1878, за отличие при Филиппополе)
- Орден Святого Владимира 3-й степени с мечами (17.04.1879, за отличие под Плевной)
- Золотая сабля с надписью «За храбрость» (06.10.1879, за отличие при переходе через Балканы)
- Высочайшее благоволение (27.01.1881)
- Орден Святого Станислава 1-й степени (23.05.1883)
- Орден Святой Анны 1-й степени (30.08.1887)
- Орден Святого Владимира 2-й степени (30.08.1890)
- Орден Белого орла (01.01.1898)
- Орден Святого Александра Невского (06.12.1902, бриллиантовые знаки к этому ордену — 16.06.1906)[3]
- Высочайшая благодарность (06.12.1909)
- Орден Святого Владимира 1-й степени (21.02.1913)
- Высочайшая благодарность (30.07.1915)
- Настольный портрет императора Николая II с драгоценными камнями (16.06.1916)
- Медаль «За усмирение польского мятежа» (1864)
- Медаль «В память русско-турецкой войны 1877—1878» (светло-бронзовая, 1879)
- Медаль «В память коронации императора Александра III» (1883)
- Медаль «В память царствования императора Александра III» (1896)
- Медаль «В память царствования Императора Николая I» для воспитанников учебных заведений (1896)
- Медаль «В память 200-летия Полтавской битвы» (1909)
- Знак отличия беспорочной службы за L лет (22.08.1912)
- Медаль «В память 300-летия царствования дома Романовых» (1913)

Иностранные:
- Орден Франца Иосифа, командорский крест (Австро-Венгрия, 20.03.1874)
- Крест «За переход через Дунай» (Румыния)
- Орден Почётного легиона, командорский крест (Франция, 03.03.1883)
- Орден Красного орла 2-й степени со звездой (Пруссия, 18.04.1884)
- Орден Меджидие 1-й степени (Османская империя, 23.05.1892)
- Орден Благородной Бухары с алмазными знаками (Бухарский эмират, 1893)